# Englische Badmintonmeisterschaft 1976
Die Englische Badmintonmeisterschaft 1976 fand bereits vom 12. bis zum 14. Dezember 1975 in Alton im Alton S.C. statt.

## Sieger und Platzierte
| Disziplin    | Gold                         | Silber                     | Bronze                        |
| ------------ | ---------------------------- | -------------------------- | ----------------------------- |
| Herreneinzel | Paul Whetnall                | Ray Stevens                | Michael Wilks                 |
| Herreneinzel | Paul Whetnall                | Ray Stevens                | David Eddy                    |
| Dameneinzel  | Gillian Gilks                | Margaret Beck              | Paula Kilvington              |
| Dameneinzel  | Gillian Gilks                | Margaret Beck              | Jane Webster                  |
| Herrendoppel | Ray Stevens Mike Tredgett    | David Hunt Peter Penneket  | David Eddy Eddy Sutton        |
| Herrendoppel | Ray Stevens Mike Tredgett    | David Hunt Peter Penneket  | Peter Bullivant William Kidd  |
| Damendoppel  | Gillian Gilks Susan Whetnall | Margaret Beck Nora Gardner | Barbara Giles Anne Statt      |
| Damendoppel  | Gillian Gilks Susan Whetnall | Margaret Beck Nora Gardner | Jane Webster Kathleen Redhead |
| Mixed        | Derek Talbot Gillian Gilks   | Mike Tredgett Nora Gardner | Eddy Sutton Jane Webster      |
| Mixed        | Derek Talbot Gillian Gilks   | Mike Tredgett Nora Gardner | William Kidd Barbara Giles    |

## Finalresultate
| Disziplin    | Sieger                       | Finalist                   | Ergebnis     |
| ------------ | ---------------------------- | -------------------------- | ------------ |
| Herreneinzel | Paul Whetnall                | Ray Stevens                | 15-11, 15-2  |
| Dameneinzel  | Gillian Gilks                | Margaret Beck              | 11-0, 11-7   |
| Herrendoppel | Ray Stevens Mike Tredgett    | David Hunt Peter Penneket  | 18-16, 15-10 |
| Damendoppel  | Susan Whetnall Gillian Gilks | Margaret Beck Nora Gardner | 15-5, 15-5   |
| Mixed        | Derek Talbot Gillian Gilks   | Mike Tredgett Nora Gardner | 15-12, 15-10 |